# Lady Babushka

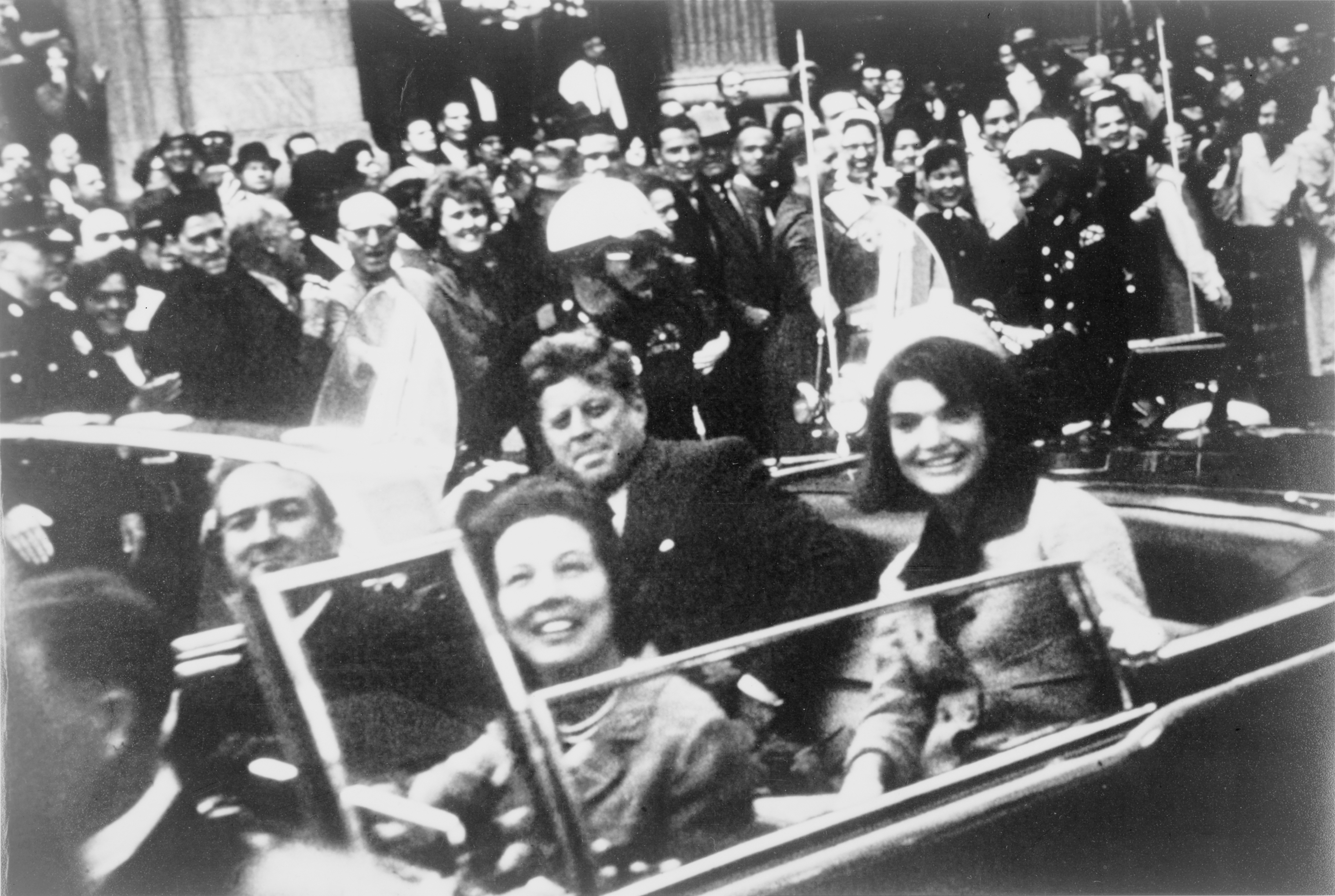
Lady Babushka, caravana de John F. Kennedy, Dallas.

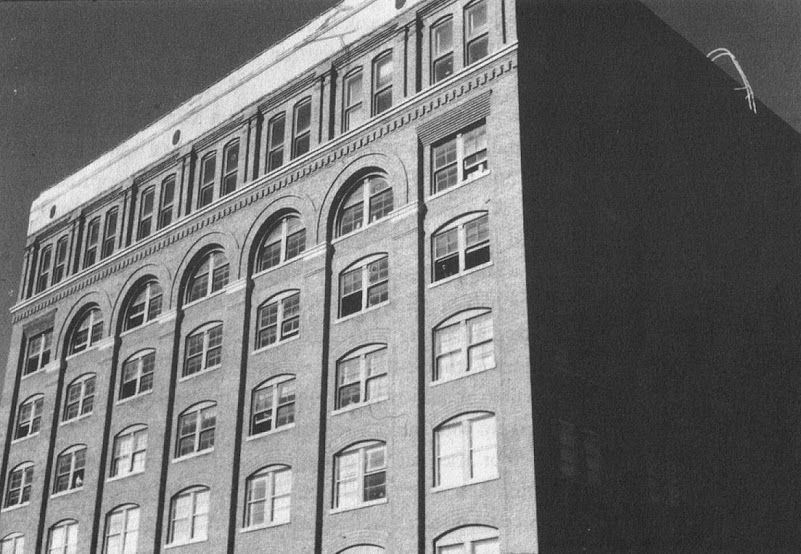
El depósito de libros de Dealey

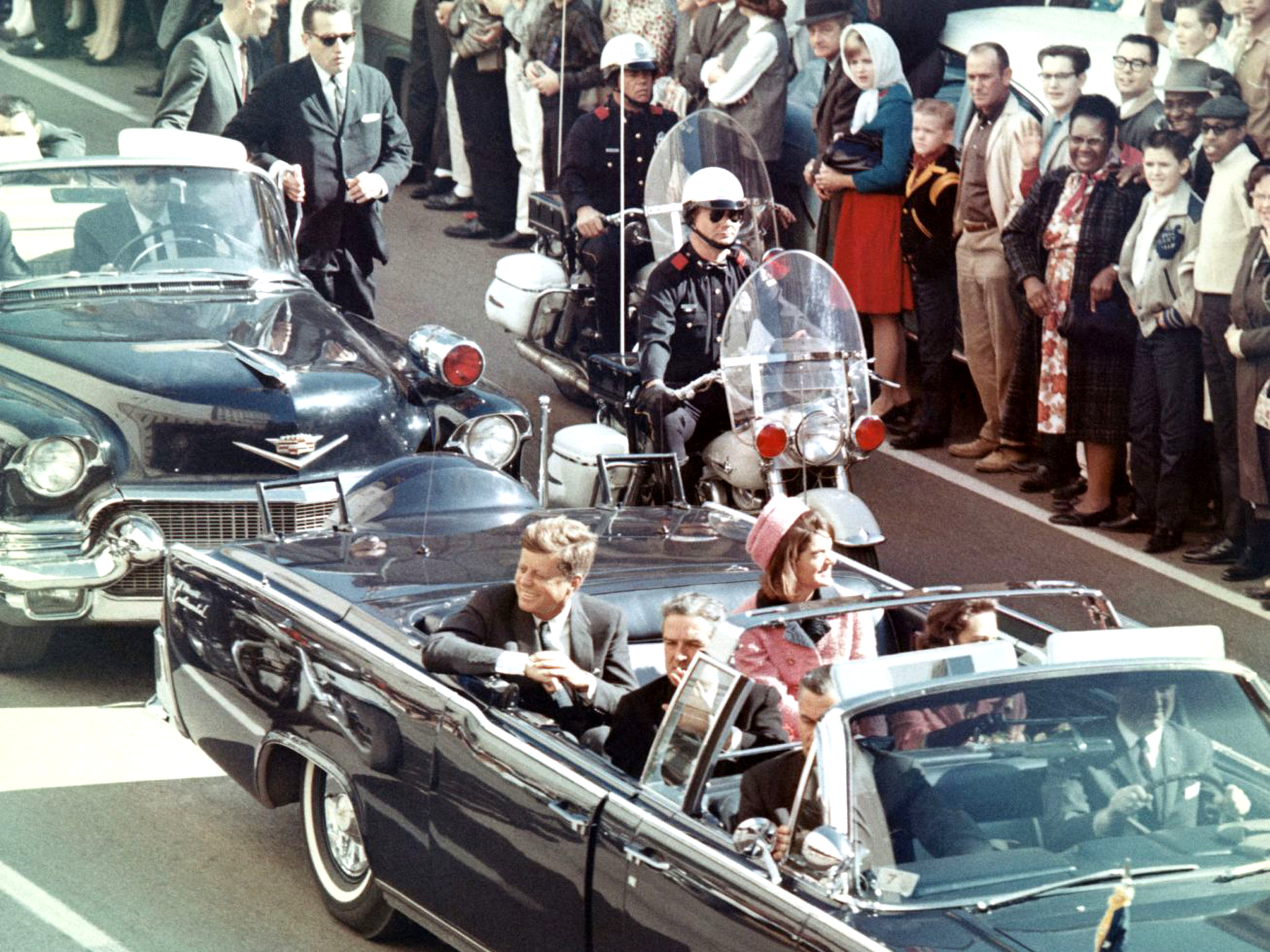
La limousins de JFK

En el contexto de las investigaciones desarrolladas a raíz del asesinato de John F. Kennedy, ocurrido el 22 de noviembre de 1963, lady Babushka (en español, "la señora Babushka") es el apodo que designa a una mujer desconocida que pudo haber grabado una película en el momento del atentado en la Plaza Dealey de Dallas, Texas. Su nombre le viene debido al pañuelo o mascada que llevaba en la cabeza y que era similar al que llevan las ancianas rusas (en ruso, бáбушка: "abuela").
Varios testigos describen a "Lady Babushka" diciendo que llevaba una cámara, y así aparece en algunos documentos registrados durante el atentado (como este fotograma de Muchmore, o en el fotogramaZ-285 de la película de Abraham Zapruder). Fue vista de pie sobre la hierba entre Elm y Main Street, tal como prueban las películas de Zapruder, la de Orville Nix, la de Marie Muchmore o la de Mark Bell. En esta última película se observa cómo, entre los segundos 44 y 49, "Lady Babushka" sigue grabando, pese a que el tiroteo continúa y la mayoría de los asistentes corren a protegerse. Después de los tiroteos, atravesó Elm Street y se unió a la multitud que corría hacia el promontorio de hierba de la Plaza Dealey en busca del tirador. Aparece fotografiada por última vez caminando en dirección este en Elm Street, y nunca se ha sabido más ni de ella ni de la película que había grabado.

## Identidad
"Lady Babushka" nunca ha sido identificada. La policía y el FBI no lograron dar con ella, y la película tomada desde su posición nunca apareció, a pesar de una petición oficial del FBI a los laboratorios de revelado de la zona para estudiar cualquier documento relacionado con el asesinato. Jack Harrison, un técnico de Kodak en Dallas afirmó haber revelado el mismo 22 de noviembre de 1963 (día del asesinato) una película a color bastante desenfocada, que recogió una mujer de pelo moreno rondando los 40 años, película que por su posición en la plaza podría haber sido la grabada por "Lady Babushka".

### Beverly Oliver
En 1970, una mujer llamada Beverly Oliver declaró ser "Lady Babushka". En 1963 trabajaba como cantante y bailarina en un club de estriptis que competía con el Carousel Club de Jack Ruby. En 1994, publicó un libro de memorias relatando los acontecimientos vividos el día del magnicidio, aunque sin dar pruebas concluyentes de su presencia allí. Oliver afirmó que la película le fue confiscada por el agente federal Regis Kennedy y nunca le fue devuelta.
Los críticos han señalado numerosas incongruencias en su testimonio, como el supuesto uso de un modelo de cámara que no existía realmente en 1963, o su afirmación de haberse situado tras Charles Brehm y su hijo, pese a las afirmaciones de Brehm de que habían llegado allí a última hora.
Oliver fue interpretada por Lolita Davidovich en JFK:Caso abierto (1991), pero en la película no aparece declarando su identidad. En la versión del director, su personaje lleva un pañuelo en la cabeza y cuenta cómo su película le fue confiscada por dos agentes del FBI.